# Лёрен (станция метро)

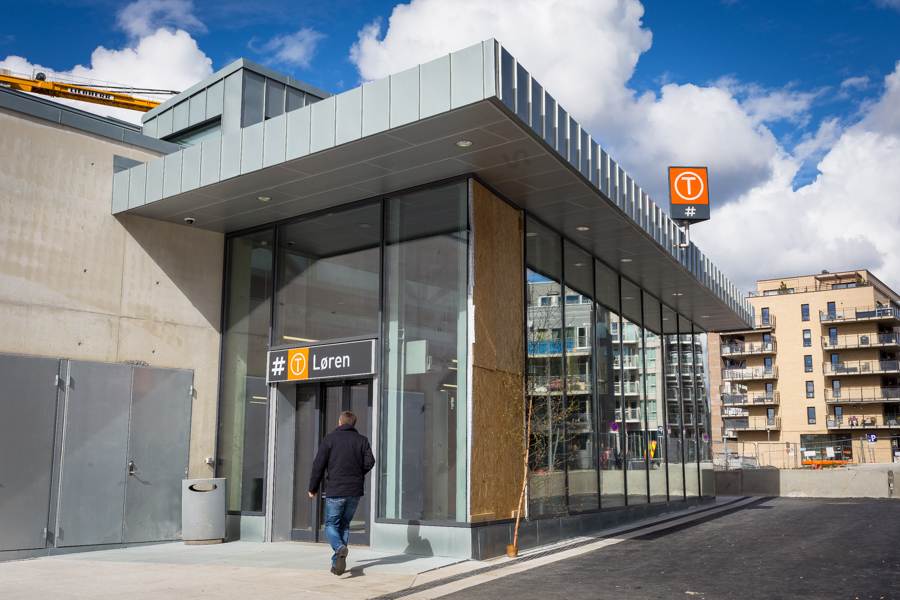
Наземный вестибюль станции

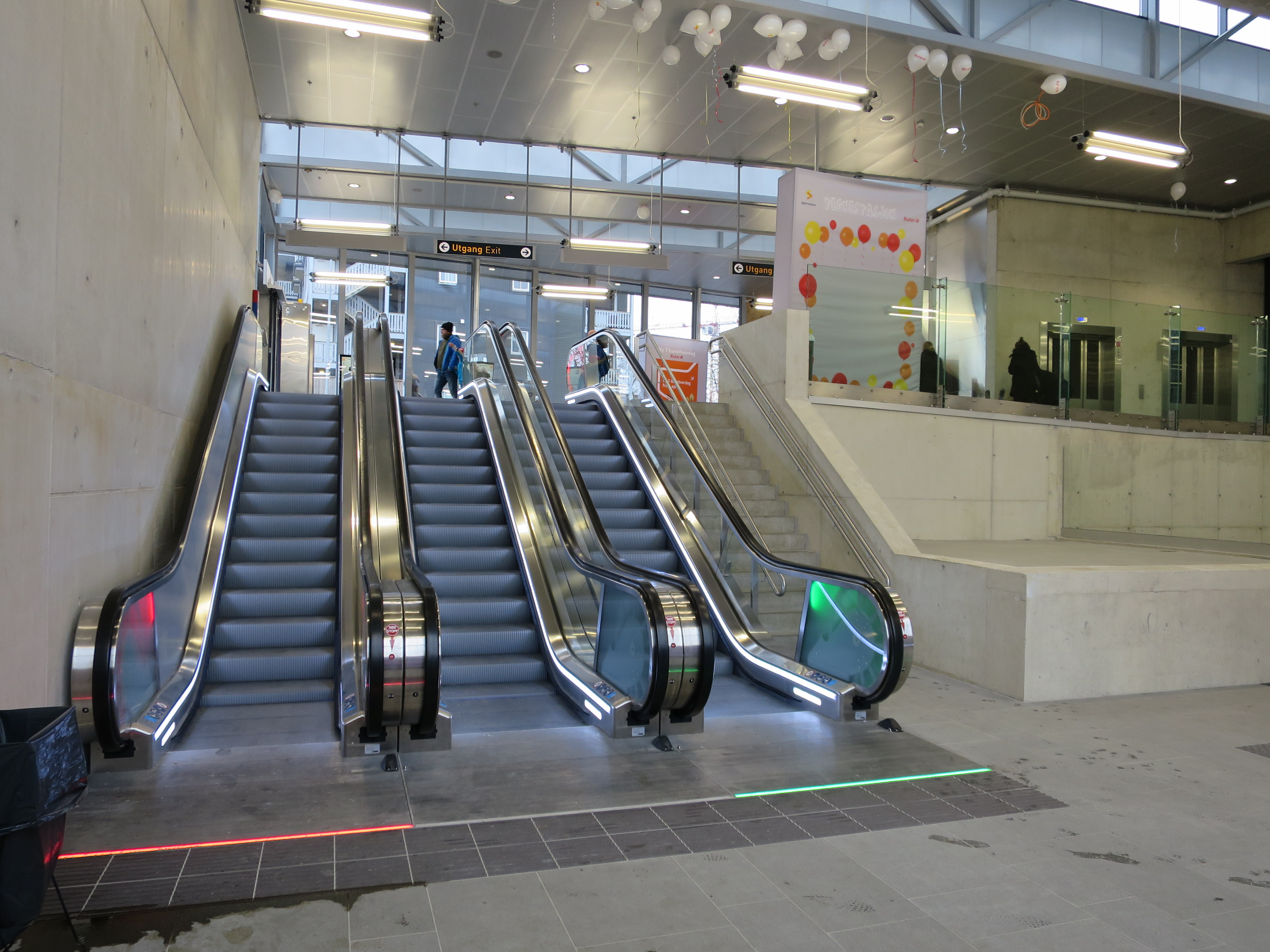
Вестибюль станции

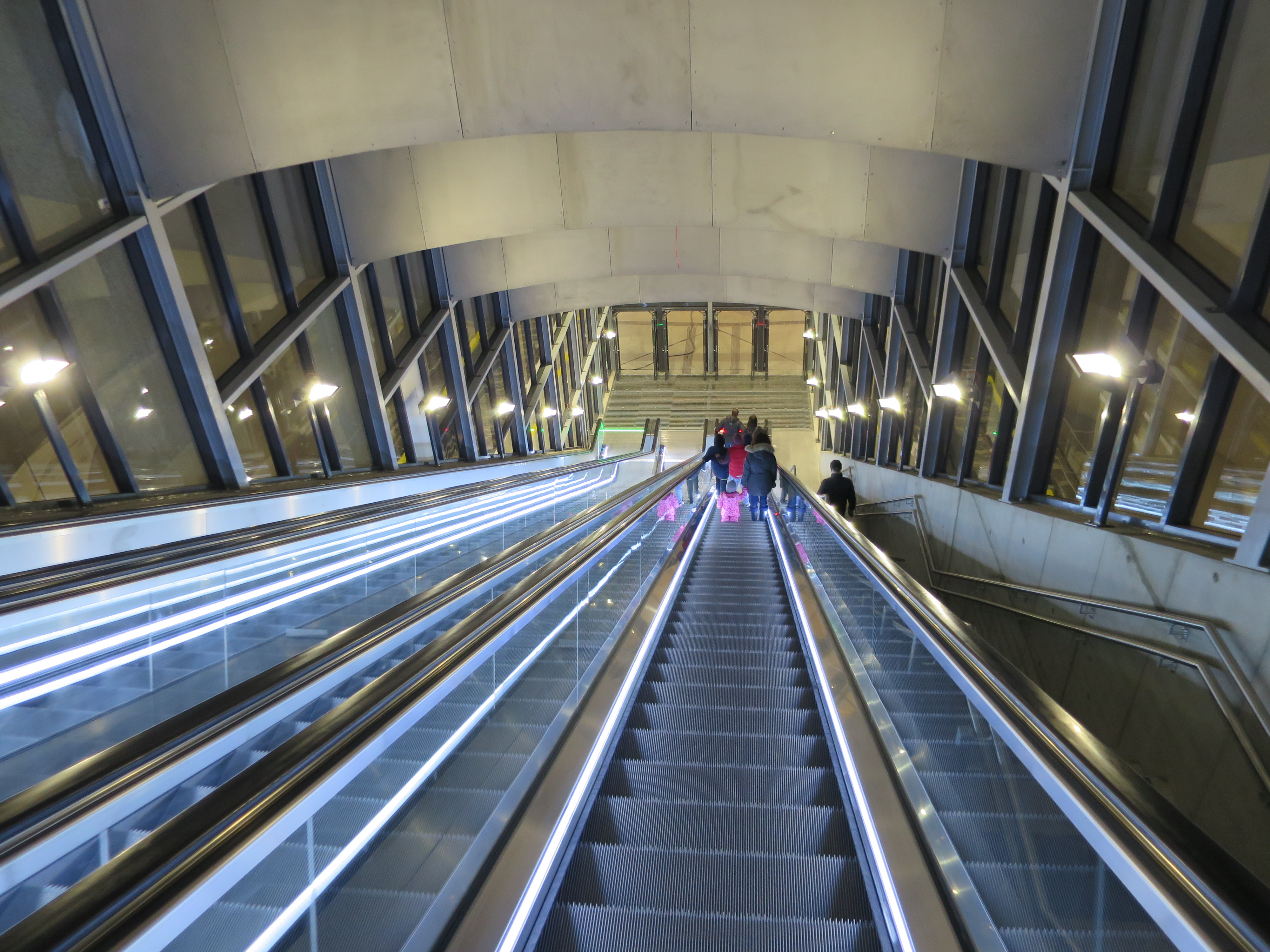
Спуск на станцию

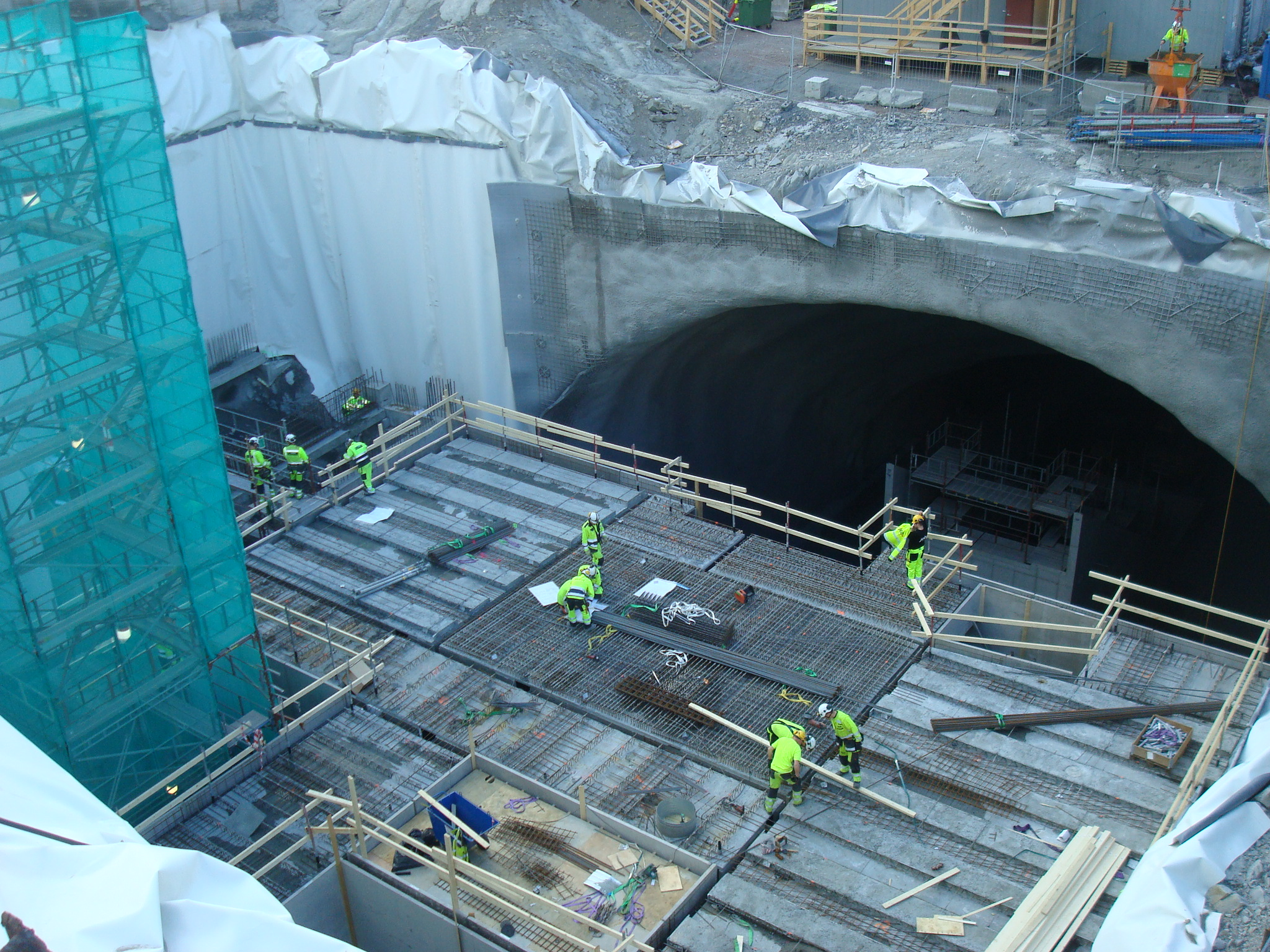
Строительство станции в апреле 2015 года.

Лёрен (норв. Løren) — самая новая на данный момент станция метрополитена Осло, её открытие произошло 3 апреля 2016 года. Она расположилась между станциями Синсен и Экерн. С вводом этой станции и нового построенного участка очень сильно изменилась схема маршрутов метрополитена. На данный момент станция относится к линии 4.
Строительство этой станции вместе с Лёренбанен началось в июне 2013 года, завершилось в апреле 2016 года и обошлось в 1,330 млн. норвежских крон; оно являлось частью проекта Oslopakke 3 — плана инвестиций в развитие общественного транспорта, автомобильных и железных дорог до 2032 года в фюльке Осло и Акерсхус.
Планируется, что станция будет принимать около 8000 пассажиров ежедневно, и тем самым войдёт в десятку наиболее загруженных станций в Осло.
Архитекторами станции стали группы Arne Henriksen Arkitekter и MDH Arkitekter. Проект был представлен в 2012 году.